# Осат

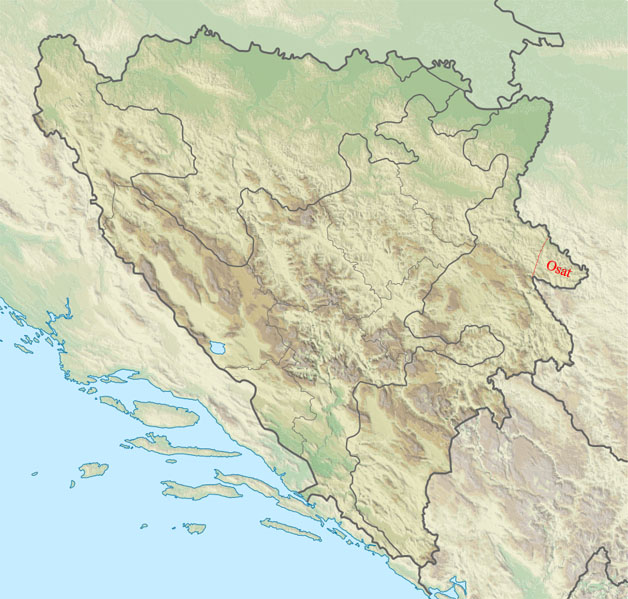
Осат на карті Боснії та Герцеговини

Осат (серб. Osat ) — географічний регіон, що розташований в Боснії і Герцеговині.

## Географія
Лука Гржич Белокосич зазначив в 1908 році, що Осат простягався від річки Тегар вздовж Дрини до Зепи.
Сучасна територія Осату знаходиться в центральній частині Подріньї, по ліву частину річки Дрина між містами Вишеград і Сребрениця. Включає в себе частини громад Братунац і Сребрениця Республіки Сербської.

## Історія
Регіон Осат вперше згадується в 1426 році в угоді між угорським королем Зігмундом та Стефаном Лазаревичем під назвою «Озач».
Ця територія існувала з давніх часів, а найменування походить від назви села Саса, що знаходилось недалеко від Вишеграда. Не менш достовірна версія, що назва походить від латинської назви вина «оцет», оскільки на цій території було насаджено багато винограду.
У ранньому середньовіччі весь район Осат був частиною боснійської держави та займав основну її частину.
У роки територіального поділу Туреччини Осат належав Босанському санджаку, а частина відносилась до Смедеревого санджака. В історичні джерелах Туреччини йдеться про те, що Осат залишився повністю пустим до 1712 року, так як був місцем для великомасштабних військових операцій між Австрією та Туреччиною.
21 листопада 1995 р. була припинена релігійна та громадянська війна в Боснії та Герцеговині. Тож, після укладання мирної угоди в Дейтоні, Осат, як стародавня територія, найбільше селище в регіоні, продовжило своє існування в Республіці Сербській, а саме в Боснії та Герцеговині.